# 平凡天使 (歌曲)
《平凡天使》 (英語：Angels) 是香港歌手鄧紫棋於2020年2月2日發行的單曲，是為2019冠状病毒病疫情創作的歌曲。

## 創作背景
歌曲受一則新聞啟發：「一位小伙子到派出所送上500個口罩後匆匆『逃跑』，民警沒追上，遙遠朝他敬禮。」
憑藉歌曲，鄧紫棋希望傳達訊息：「你認為你能做的不多，但是你並不知道你眼中的『微不足道』，其實為這世界帶來了多少溫暖。」

## 音樂影片
音樂影片於2020年2月2日在YouTube平台上發佈，音樂影片主要剪輯網絡素材，鄧紫棋坐在鋼琴前深情演唱，MV一幕幕放映的是那些送上物資、逆行防疫的平凡英雄的身影。歌曲於YouTube推出後首24小時，獲得近60萬次點閱率。

## 製作名單
名單來源：歌曲《平凡天使》MV
- 鄧紫棋 - 人聲、詞曲創作、編曲、視頻剪接、視頻後製
- T-Ma 馬敬恆 – 混音

## 榜單表現
| 地區 | 榜單 （2021）     | 最高排名 |
| ---- | ----------------- | -------- |
| 臺灣 | KKBOX華語新歌日榜 | 2        |
| 臺灣 | KKBOX華語單曲日榜 | 5        |
| 香港 | KKBOX綜合新歌日榜 | 43       |
| 香港 | KKBOX華語新歌日榜 | 12       |

| 地區 | 榜單 （2020-2021）   | 最高排名 |
| ---- | -------------------- | -------- |
| 中国 | QQ音樂巔峰榜MV總榜   | 1        |
| 中国 | QQ音樂巔峰榜MV港台榜 | 1        |
| 臺灣 | KKBOX華語新歌週榜    | 2        |
| 臺灣 | KKBOX華語單曲週榜    | 5        |
| 香港 | 新城電台勁爆本地榜   | 1        |
| 香港 | RTHK中文歌曲龍虎榜   | 12       |
| 香港 | KKBOX華語新歌週榜    | 14       |